# Sinibaldo Scorza
Sinibaldo Scorza (Voltaggio, 16 juillet 1589 - Gênes, 1631)  est un peintre italien baroque de l'école génoise au début du XVIIe siècle.

## Biographie
D'origine noble, Sinibaldo Scorza reçut une éducation humaniste et fit son apprentissage dans l'atelier de Giovanni Battista Paggi, un des peintres génois les plus renommés de l'époque.
En 1604 il s'établit à Gênes où il se consacra à la peinture, privilégiant les thèmes à base de fleurs (natures mortes), animaux et paysages. Son inspiration était influencée par les peintres flamands, et en particulier par les œuvres d'Albrecht Dürer.
En 1619 il devint peintre à la cour du duc de Savoie Charles-Emmanuel II auprès duquel il resta jusqu'en 1625. Le conflit entre les Génois et le duché de Savoie provoqua son retour à Gênes.
Accusé d'espionnage, il fut arrêté, emprisonné et condamné à l'exil (qu'il accomplit à Rome de 1625 jusqu'au début de 1627). Il ne put retourner à Gênes que deux ans plus tard, puis à Voltaggio.

## Œuvres
- Orphée charmant les animaux, huile sur toile, Musée Jeanne d'Aboville de La Fère
- Christ réconforté par les anges et Immaculée Conception, Pinacothèque, Voltaggio.
- Deux pigeons et un étourneau et Le sacrifice de Noé, Gallerie de Palazzo Rosso, Gênes.
- Circé et Ulysse, Palazzo Bianco, Gênes.
- Un loup et deux colombes, Getty Museum, Los Angeles.
- Orphée charmant les bêtes sauvages, Collection privée, Gênes.
- La chasse de Didon, Collection privée, Gênes.
- Vue de Livourne (1625-1627), Collection privée, Gênes.
- Amour, Vénus et Apollon, Musée royal des beax-arts de Belgique.
- Immaculée Conception (1617), église San Giovanni, Voltaggio.
- Piazza del Pasquino(1626-1627), Galleria Corsini, Rome.
- Orphée, ancienne collection Carretto, Albenga.
- Orphée, collection Costa, Gênes.
- Le Paradis terrestre,
- Les animaux entrant dans l'arche,
- Femme et enfant (1607),